# Talant
Talant település Franciaországban, Côte-d’Or megyében. Lakosainak száma 11 986 fő (2022. január 1.). Talant Daix, Dijon, Fontaine-lès-Dijon és Plombières-lès-Dijon községekkel határos.

## Népesség
A település népessége az elmúlt években az alábbi módon változott:
| Lakosok száma | 3245 | 11 665 | 12 860 | 11 898 | 11 131 | 11 439 | 11 689 | 11 713 | 11 788 | 11 986 |
|               | 1968 | 1982   | 1990   | 2006   | 2013   | 2015   | 2017   | 2019   | 2020   | 2022   |